# Phthiridium szechuanum
Phthiridium szechuanum är en tvåvingeart som först beskrevs av Oskar Theodor 1954.  Phthiridium szechuanum ingår i släktet Phthiridium och familjen lusflugor. Inga underarter finns listade i Catalogue of Life.